# Fossa navicular da uretra masculina
A porção cavernosa da uretra é estreita e de tamanho uniforme no corpo do pênis, medindo cerca de 6 mm de diâmetro; dilata-se atrás, dentro do bulbo, e novamente anteriormente dentro da glande, onde forma a fossa navicular da uretra.
A fossa navicular é a parte esponjosa da uretra masculina localizada na porção glande-pênis. É essencialmente a parte direita antes do orifício uretral externo. É revestido por epitélio escamoso não-queratinizado estratificado quando visto histologicamente.
Durante o desenvolvimento, a glande do pênis é inicialmente sólida, mas canula para dar origem à fossa navicular.